# Echidnophaga macronychia
Echidnophaga macronychia är en loppart som beskrevs av Jordan et Rothschild 1906. Echidnophaga macronychia ingår i släktet Echidnophaga och familjen husloppor. Inga underarter finns listade i Catalogue of Life.